# ایپیورنیدومیموس
ایپیورنیدومیموس (به انگلیسی: Aepyornithomimus) نام یک سرده از تیره دایناسورهای شتر مرغی است. وی در حدود ۸۳٫۵ الی ۸۹٫۳ میلیون سال قبل در منطقه ای صحرا مانند که هم‌اکنون در مغولستان قرار دارد می‌زیست. گونه خاص این جانور Aepyornithomimus tugrikinensis نام دارد.

## طبقه‌بندی
این دایناسور در تیره دایناسور شتر مرغی طبقه‌بندی می‌شود. وی از بستگان نزدیک باستان مرغ‌وش، استراتیومیموس و گالیمیموس به‌شمار می‌رود. پس از تحقیقاتی طولانی و طاقت فرسا مشخص شد این دایناسور به Deinocheiridae و باستان‌مرغ‌وش بسیار شبیه بوده و خویشاوندی نزدیکی دارد. به نظر می‌رسد طی تحقیقات متوالی باید به این نتیجه رسید که ایپیورنیدومیموس به عنوان یک حلقه و تکمیل کننده زنجیر تکاملی بین این دو سرده بوده‌است.

## شرایط زیستی

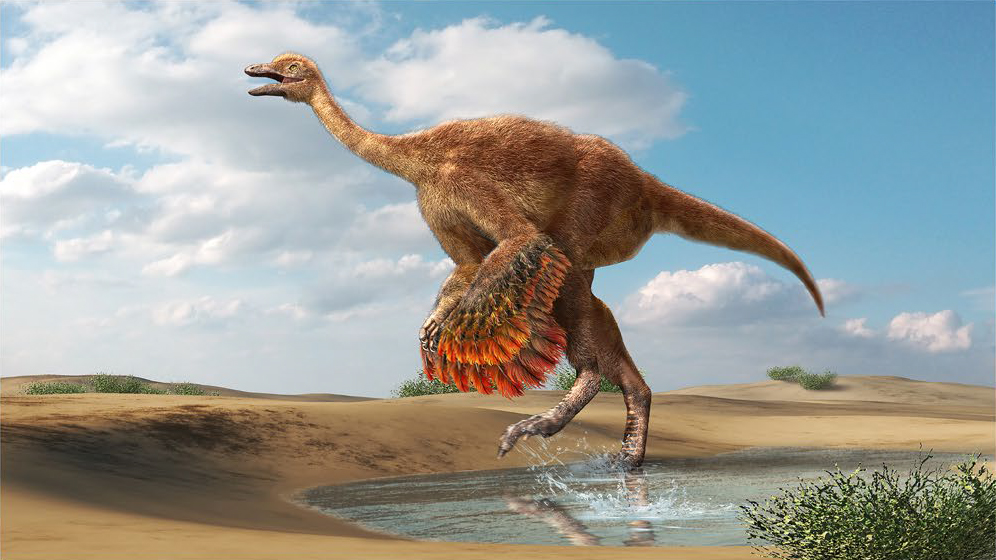
بازسازی حیات یک ایپیورنیدومیموس

منطقه ای که ایپیورنیدومیموس در عصر کامپانین در آن زندگی می‌کرد، یک مکان بسیار خشک و بیابانی در مغولستان کنونی است که بسیار به صحرای گوبی مدرن شبیه است و این موضوع را ثابت می‌کند که وی با شرایط مختلف جغرافیایی خود را سازگار می‌کرده. (البته بعد از عصر کامپانین در ماستریختن به دلیل تغییرات آب و هوایی، منطقه دستخوش تغییر شده، و به جنگل تبدیل شد).